# Római Birodalom

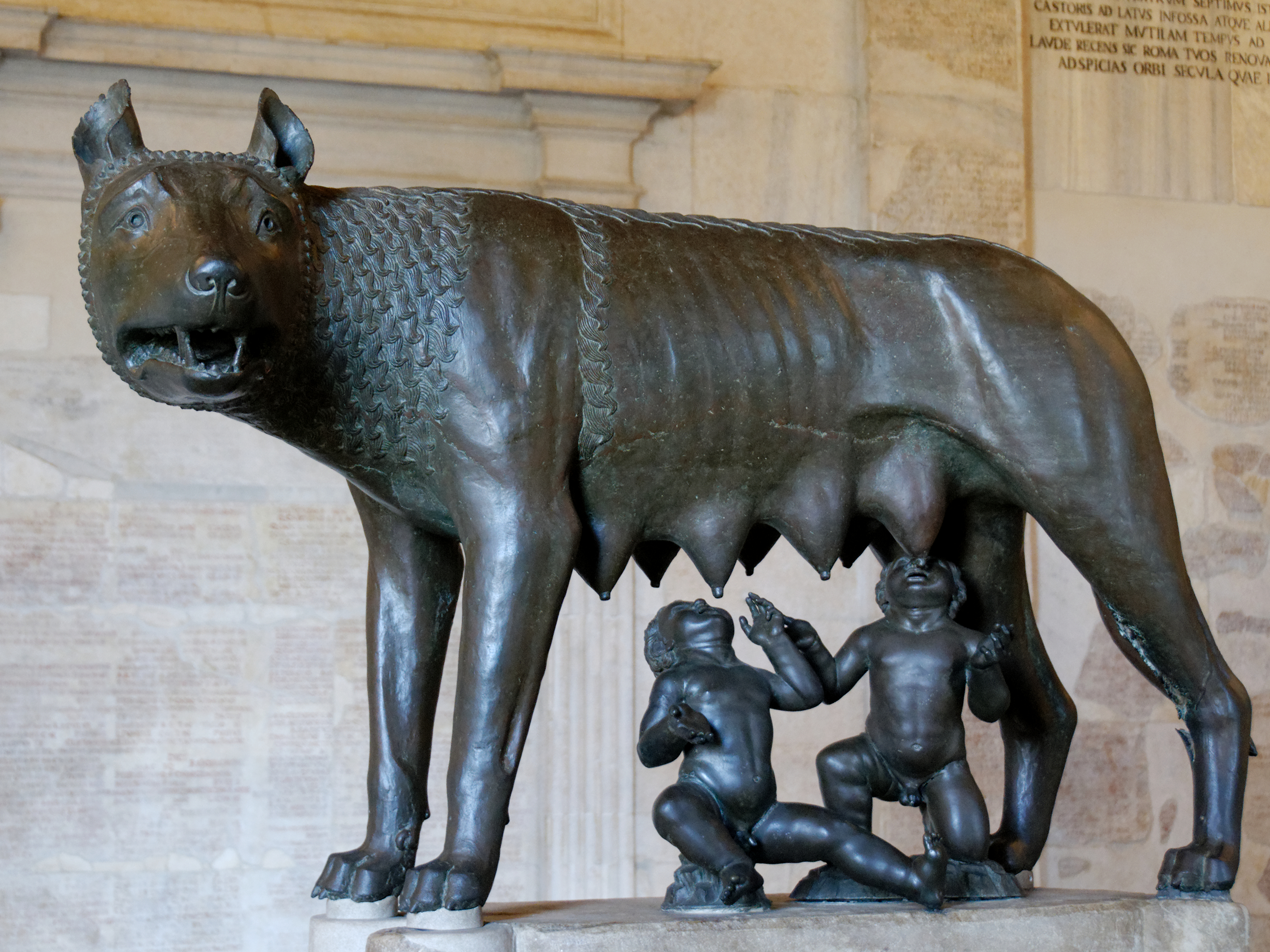
A mondabeli anyafarkas Romulust és Remust szoptatja

A Római Birodalom (latinul: Imperium Romanum) az ókori Róma által létrehozott államalakulat volt a Földközi-tenger medencéjében. Örökségét közvetlenül a Keletrómai (Bizánci) Birodalom vitte tovább, melynek fővárosa Konstantinápoly volt, de kulturális hatásai a mai napig érezhetőek az európai élet számos területén.
Római Birodalomról kétféle értelemben beszélhetünk. Amennyiben a birodalmiságot önálló államszervezeti jelenségként fogjuk fel, kritériumainak a rómaiak állama az i. e. 3. századra már megfelelt, miután egyesítette Itáliát, és „külföldön” (a Földközi-tengeren, az Ibériai-félszigeten és a Balkán-félszigeten) kezdett hódítani. Amennyiben a birodalmat pusztán a császárság szinonim kifejezésének tekintjük, úgy Római Birodalomról Augustus principatusának kialakításától, szorosan véve i. e. 27-től beszélhetünk. Maguk a rómaiak az általuk meghódított területekre már a köztársasági államforma idején is alkalmazták az Imperium Romanum („római imperium”) kifejezést.
A Római Birodalom legnagyobb kiterjedése idején (Traianus) kb. 5 900 000 km² szárazföldi területre terjedt ki. Ekkor a rómaiak kezében volt Itália, az Alpok, a Duna legalább egyik partvidéke végig a folyam mentén, a mai Franciaország, Nagy-Britannia nagy része (Anglia, Wales és Dél-Skócia), az Ibériai-félsziget, Észak-Afrika a mai Marokkótól egészen Egyiptomig, a Közel-Kelet egészen Mezopotámiáig, Kis-Ázsia, a teljes Balkán-félsziget és a Kárpát-medence nyugati és keleti része, illetve függő területek a Fekete-tenger északi partvidékén. Ezzel a Római Birodalom Nyugat-Eurázsia lakosságának kb. a felét foglalta magában és az ókori közel-keleti, európai, illetve afrikai birodalmak történetében az egyik legnagyobb kiterjedésű volt. Napjainkban a Római Birodalom határainak részletes feltárására és bemutatására az UNESCO Világörökség Bizottsága kezdeményezésére kerül sor. (A magyarországi limesszakaszok összefoglaló megnevezése: Ripa Pannonica.)
A Római Birodalom maradandó hatást gyakorolt a nyugati civilizációra, kultúrára, vallásra, politikai fejlődésre és művészetre. A birodalom egészében elterjedt hivatalos nyelv, a latin köznyelvi változatából (az ún. vulgáris latinból) alakultak ki Európa újlatin nyelvei, amelyek a gyarmatosítások során más kontinenseken is elterjedtek: legfontosabbak közülük (a beszélők száma szerinti sorrendben) a spanyol, a portugál, a francia, az olasz és a román. Európa újlatin nyelvű országait összefoglalva a Romania névvel is illetik. A többi európai nyelv is nagyszámú latin jövevényszót tartalmaz. A római jog képezi a modern európai jog alapjait.

## Történelme

### Előtörténete

#### Az ókori Itália népei
Az ókori Itália területét Róma felemelkedése előtt számos különböző nép lakta. Az indoeurópai bevándorlás előtt honos népekhez tartoztak északon a ligurok, valamint Szardínia (szárdok), Korzika és Szicília őslakói. A vaskor kezdetén (i. e. 2. évezred–1. évezred fordulója) megjelentek az indoeurópai nyelvet beszélő italikus törzsek. A latinok és a velük rokon népcsoportok a Tiberistől délre (Róma, Alba Longa, Praeneste stb.) telepedtek le, az oscus-umber népek pedig Közép- és Dél-Itáliát foglalták el. Ugyanebben az időszakban települtek meg az Itáliai-félsziget északi részén a szintén indoeurópai illírek és venétek. A legjelentősebb itáliai civilizációt azonban az ismeretlen eredetű etruszkok és a gyarmatosító görögök hozták létre. Az etruszkok keleti és görög jegyeket egyaránt mutató városállamokban éltek Itália középső és északi területein, a görög gyarmatosítás pedig Dél-Itália és Kelet-Szicília területére terjedt ki (Neapolis, Tarentum, Szürakuszai stb.).

#### A római királyság
A monda szerint Róma városát Romulus és Remus, Mars hadisten és Rhea Silvia ikergyermekei alapították. Romulus és Remus madárjóslással döntöttek, s Romulus lett Róma első királya. A város alapítását a hagyomány i. e. 753-ra tette. A mondai hagyomány szerint Rómának hét királya volt. A királyság kora két szakaszra tagolódik: a latin–szabin parasztkirályok korára és az etruszk eredetű Tarquinius-dinasztia uralkodóira. Ebben a korban jelentős gazdasági–társadalmi változások mentek végbe, Róma etruszk típusú városállammá fejlődött. Róma területi hódításait az ötödik király, az i. e. 6. század elején uralkodó Lucius Tarquinius Priscus római király kezdte meg a szomszédos etruszk városok leigázásával. A királyság egészen Lucius Tarquinius Superbus római király uralkodásáig tartott. A király elűzésével szűnt meg a római királyság i. e. 510 körül.

### Róma felemelkedése

#### Itália meghódítása

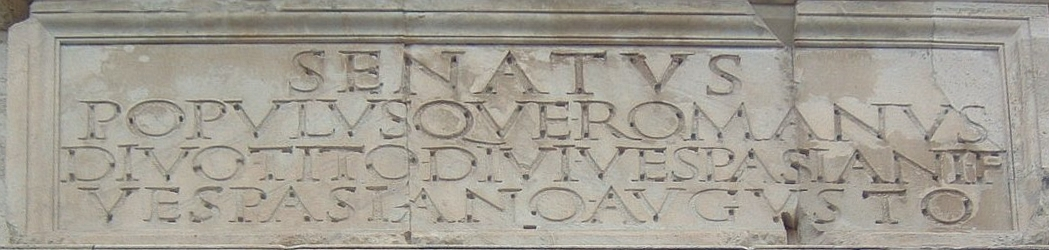
S. P. Q. R., azaz a szenátus és a római nép

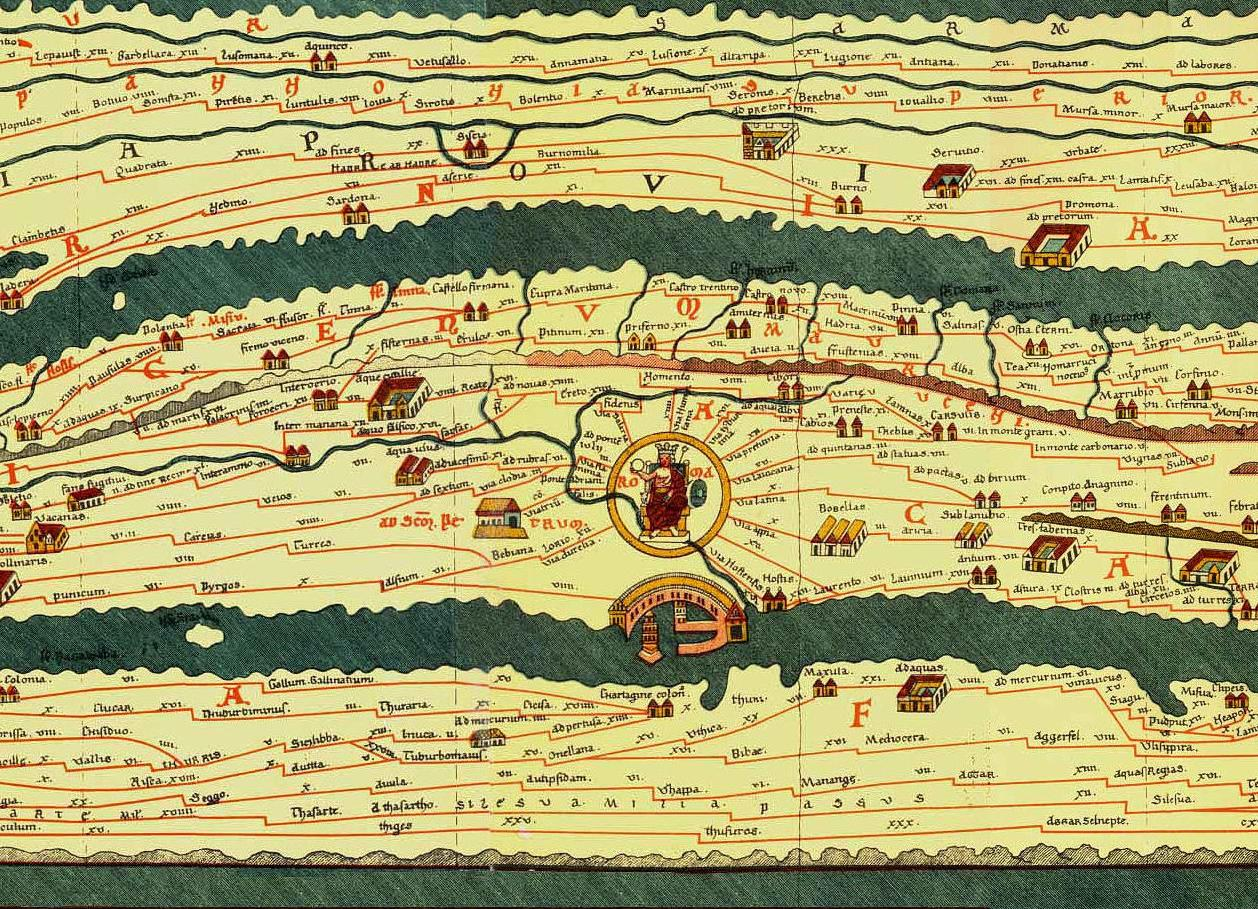
Róma városa a Tabula Peutingeriana térképen, ami egy itinerarium, azaz útvonalleírás a Római Birodalom nyilvános úthálózatáról, a cursus publicusról

A királyságot i. e. 509-ben a köztársasági államforma váltotta fel. A fiatal Római Köztársaság elismerte Karthágó, az észak-afrikai pun állam kereskedelmi monopóliumát a Földközi-tengeren, cserébe az szavatolta Róma és szövetségesei sérthetetlenségét. Az i. e. 5. században Róma csak kemény harcokkal biztosíthatta fennmaradását a támadó latin törzsek és a királyság visszaállítására irányuló etruszk törekvések ellen. Miután a latin városokkal szövetségre léptek, az etruszkok és a vetélytárs dél-itáliai népek ellen összpontosították erőiket. A 4. század elején Fidenae és Veii (i. e. 396) városok legyőzésével Róma megkezdte az etruszkok központi területeinek meghódítását. Ugyanebben az időben kelta (gall) törzsek keltek át az Alpokon és telepedtek le Észak-Itáliában, a Pó folyó vidékén. A kelták itáliai hadjáratuk során hatalmas vereséget mértek a rómaiakra, és a Capitolium kivételével elfoglalták és felgyújtották a várost.
Rómának az i. e. 4. évszázad közepére sikerült ismét elég erőt gyűjtenie a hódítások folytatásához. Északon visszaverték az újabb kelta betöréseket, délen pedig a volszkokat szorították vissza. Karthágó és Róma újabb szerződésben biztosította alattvalói védelmét. Az i. e. 3. század elején a rómaiak legyőzték déli szomszédaikat, a laza törzsszövetségben élő szamniszokat. Ezzel a római uralom biztosítottá vált Közép-Itáliában. A római köztársaság területe ekkor mintegy 20 000 km² volt, lakossága pedig legalább 1 millió fő. A szamnisz területek megszerzésével Róma közvetlenül szomszédos lett a tengerparti görög városállamokkal. Megkezdődött a hadiflotta-építés és a tengeri hódítások kora. A pürrhoszi háborúban a rómaiak karthágói segítséggel legyőzték Tarentumot, a dél-itáliai görögök legfőbb városát, amely római fennhatóság alá került. Ezután a többi görög város is szövetségre lépett Rómával, és a rómaiak megszilárdították hatalmukat Dél-Itáliában is.
Az első pun háború hadakozásai a rómaiak számára a Szürakuszai városa és egész Szicília feletti uralom megszerzésével fejeződtek be. Szicília lett az első római provincia, majd rövidesen követte Szardínia és Korzika is. Teuta illír királyné kalózkodó népének i. e. 228-as legyőzésével az Adriai-tenger „Mare nostrum” („a mi tengerünk”) lett a rómaiak számára. I. e. 224-ben pedig a Pó-medence gall területeit is sikerült elfoglalni, és Róma így egész Itália felett megszerezte az ellenőrzést.

#### A világbirodalom kialakulása

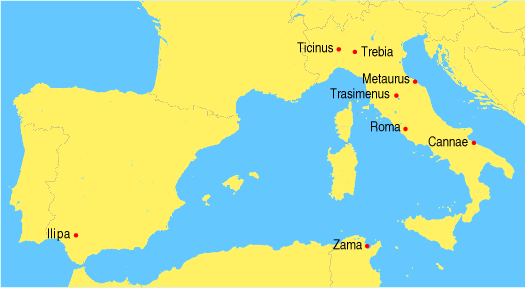
A második pun háború térképe

Az i. e. 3. század legvégén, a második pun háborúval Karthágó dőlt ki a versenytársak közül. A Földközi-tenger nyugati medencéjében ezzel Róma lett az úr, keleten azonban a görög világ virágzó hellenisztikus államai tartották hatalmukban a térséget. Amikor a makedónok hódító törekvései miatt Pergamon és Rhodosz Rómához fordultak, i. e. 200-ban kitört a második római–makedón háború (az első i. e. 214–205 között zajlott), mely római győzelemmel végződött. Bár Quinctius Flaminius római hadvezér kihirdette a görög államok szabadságát, valójában ettől kezdve a római hadsereg tartotta megszállása alatt Görögországot és Kis-Ázsia nyugati partvidékének városállamait.
Az i. e. 2. század elején zajlott le Róma és a Szeleukida Birodalom uralkodójának III. Antiokhosznak a háborúja, amely szintén a rómaiak győzelmével zárult, és melynek eredményeképpen Róma a Földközi-tenger keleti medencéjében is megszerezte a hatalmat. A harmadik pun háború hamarosan Karthágó végleges elpusztításával zárult: a várost lerombolták és az állam területét Africa néven provinciává tették. A hellenisztikus államok és Karthágó legyőzésével az i. e. 2. század közepére Róma az egész Földközi-tenger medencéjének ura lett.

#### A köztársaság bukása

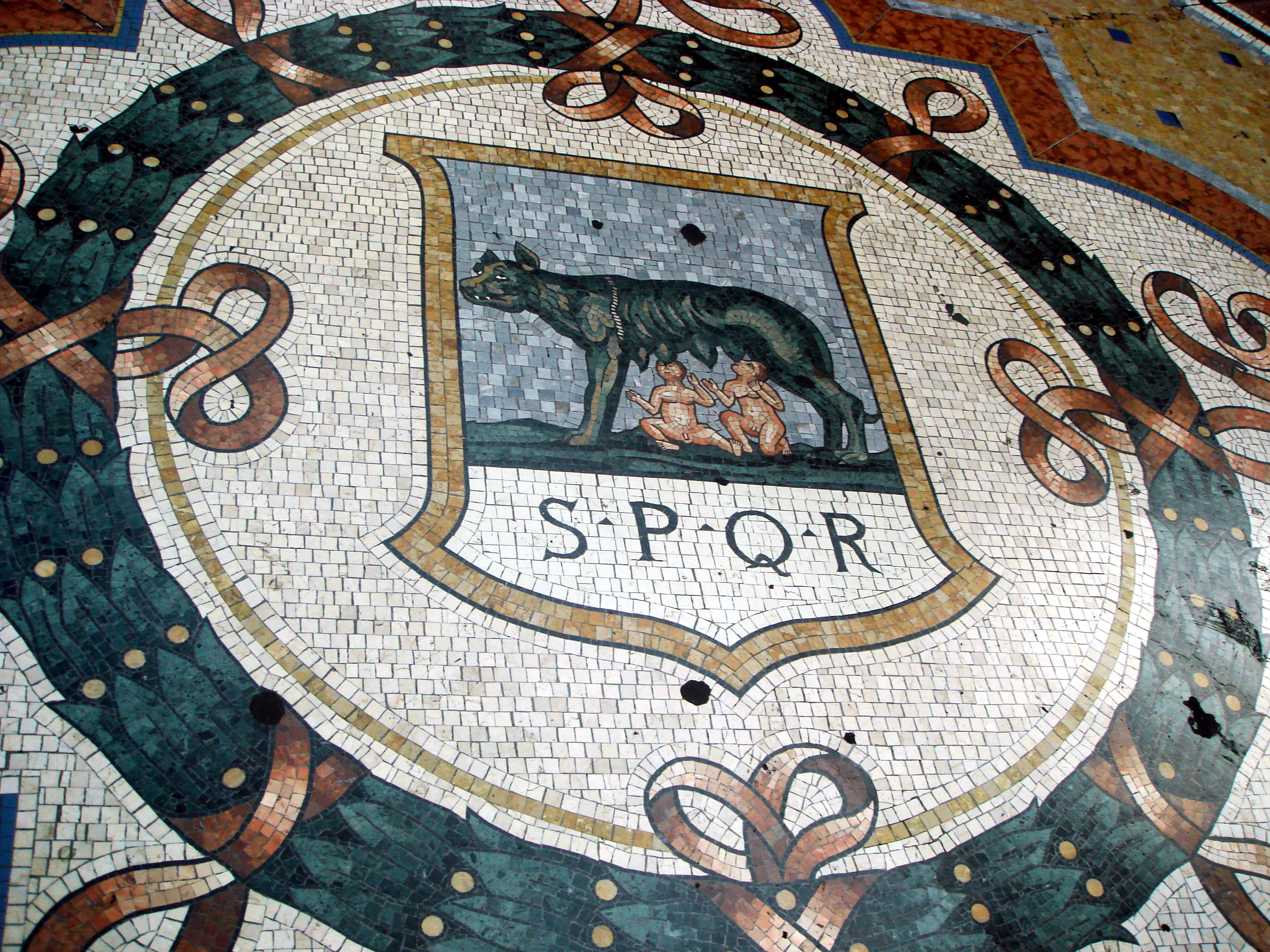
S. P. Q. R. Senatus Populus Que Romanus (’a szenátus és a római nép’)

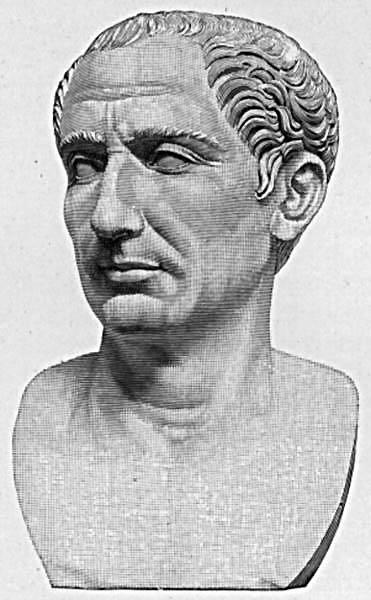
Caius Iulius Caesar

Az itáliai rabszolgalázadások korszaka, majd a köztársaság válsága és a Sulla-féle polgárháborúk időszaka után i. e. 60–48 között létrejött az első triumvirátus, amely három államférfi, Julius Caesar, Pompeius és Crassus hatalmi szövetsége volt. A galliai háborúban, i. e. 58–51 között Caesar megszerezte Galliát Rómának, és teljesen új provinciapolitikát valósított meg. Crassus halálát követően Pompeius és Caesar között háború tört ki (Caesar-féle polgárháború), amelyben Caesar győzött. Caesart több győzelme után örökös dictatorrá választották. Dictatori ténykedése során többek között átalakította az államszervezetet, átrendezte a provinciák adózását, szabályozta az itáliai városok rendjét, földet osztott, nagyszabású építkezésekbe kezdett, kijavíttatta a római naptárat. I. e. 44 március idusán a Senatusban meggyilkolták.
A Caesar által képviselt diktatórikus politikai irányvonalat utódai pontosan követték, mivel a korábbi korrupt köztársaság nem volt képes hatékonyan irányítani a hatalma alá tartozó óriási területeket. A második triumvirátus során, i. e. 40-ben Antonius, Octavianus és Lepidus osztották fel egymás között a Római Köztársaság alá tartozó országokat. Lepidus i. e. 36-ban visszavonult, és megkezdődött Antonius és Octavianus harca az egyeduralomért. A véres polgárháború sok szenvedést okozott Itália és a Róma által uralt területek népének. I. e. 30-ban Octavianus legyőzte Antonius és az egyiptomi királynő, Kleopátra hajóhadát, majd amikor elfoglalta Alexandriát is, Antonius és Kleopátra öngyilkosságot követett el. Egyiptom nem provincia lett, hanem Octavianus személyes birtoka, melyet megbízottaival igazgatott. Az egyiptomi gabona nagy hatalmat adott a kezébe: Róma élelmezését.
I. e. 29-ben hazatérve évről évre consullá választották, ő volt az első a senatorok névjegyzékében, a princeps senatus. I. e. 27-ben névlegesen lemondott teljhatalmáról, és bejelentette a „köztársasági rend visszaállítását”, a valóságban azonban minden hatalom az ő kezében összpontosult. A Senatus az Augustus („fényes”) nevet adományozta neki, és a neve így Imperator Caesar Augustus, divi filius, azaz „az isten fia” lett.

### A császárság kora

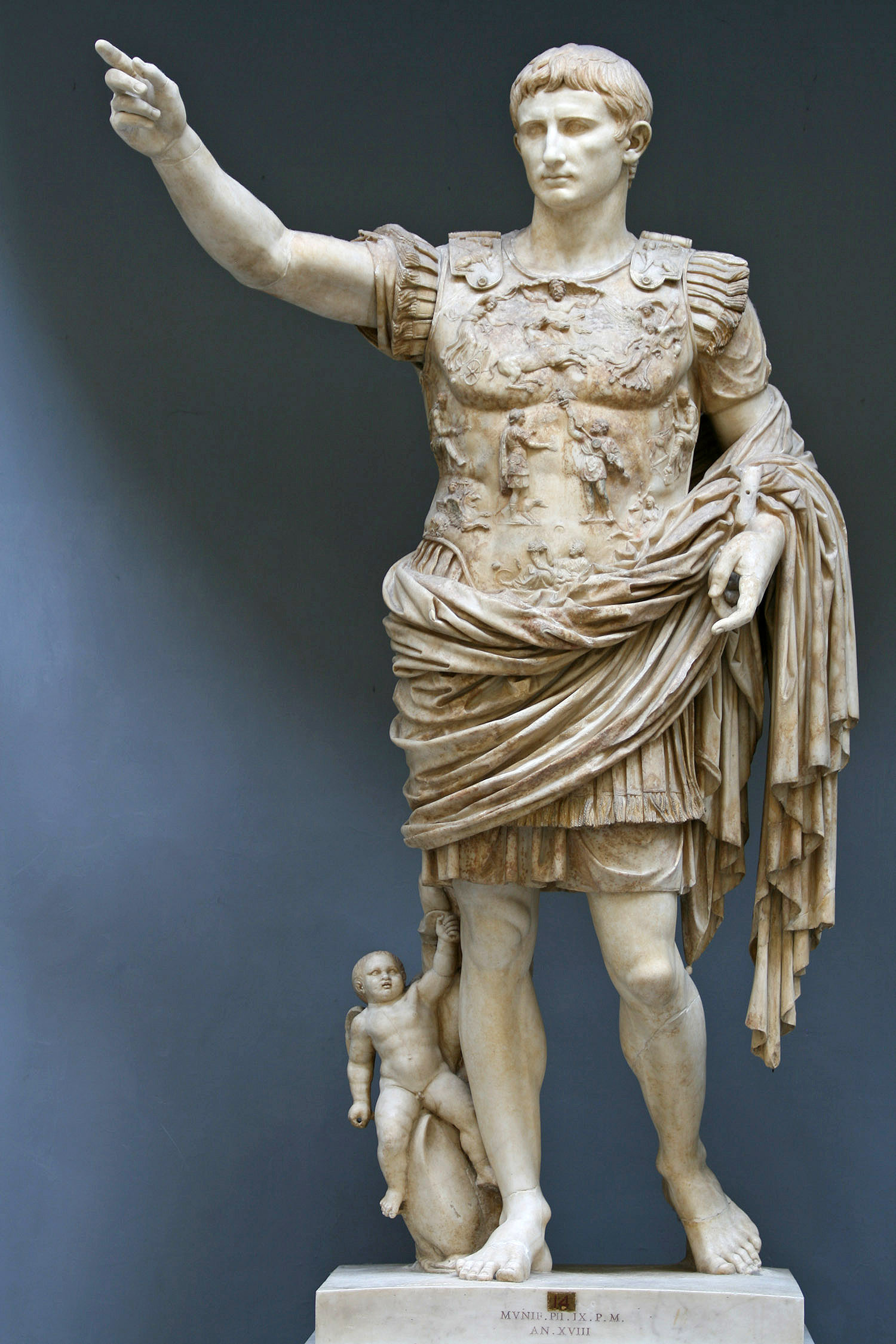
Augustus római császár szobra a Vatikáni Múzeumban

A császárkor (részletesen lásd az egyes császárok nevénél) két nagyobb szakaszra tagolódik: a principatus (i. e. 27–i. sz. 284) és a dominatus (284–476) korára. A principatus korában a köztársasági intézmények, noha sokáig még léteztek, teljesen kiüresedtek és jóformán minden jelentőségüket elvesztették. Diocletianus (284–305) átszervezte a birodalom közigazgatását, a polgárokból alattvalók (subiecti) lettek, s a birodalom dominatusszá, abszolút monarchiává vált.

### A birodalom válsága
- A Kr. u 3. század elejétől egyre több nép támadta a Római Birodalom határait. A nagyobb támadások elhárítására hatalmas hadsereget kellett fenntartani. Ennek ellátását csak az adók növelésével tudták biztosítani. Az is előfordult, hogy a szomszédos népek egyszerre három oldalról támadták a birodalmat.
- A császár nem lehetett ott mindenütt. Ilyenkor hadvezéreit küldte a veszélyeztetett helyekre, akiket a győzelmek után katonáik gyakran császárrá kiáltottak ki. Ez súlyos belső harcokhoz vezetett, a császári hatalom meggyengült.
- A nagy hódító háborúk lezárultak, így a rabszolga-utánpótlás is akadozott, gyakran nem volt, aki megművelje a földet. Ezt a gondot enyhítette az a mindinkább terjedő megoldás, hogy a nagybirtokosok szegény szabadokat is alkalmaztak bérlőként.
- A birodalom békéjét és egységét erősítette meg Constantinus császár, amikor megszüntette a keresztényüldözést. Új császári fővárost építtetett, mely alapítója nyomán Konstantinápoly néven vált ismertté.

## Időrendi tábla
Az alábbi időrendi tábla a Birodalom történetének jelentősebb eseményeit tartalmazza.
| Század           | Év                  | Esemény | Államforma                          | Jellemzés                                |
| ---------------- | ------------------- | --- | ----------------------------------- | ---------------------------------------- |
| Kr. e. 8. század | Kr. e. 753          | Róma alapítása | K I R Á L Y S Á G                   | Az állammá alakulás korszaka             |
| Kr. e. 8. század | Kr. e. 753–716      | Romulus uralkodása | K I R Á L Y S Á G                   | Az állammá alakulás korszaka             |
| Kr. e. 7. század | Kr. e. 715–674      | Numa Pompilius uralkodása | K I R Á L Y S Á G                   | Az állammá alakulás korszaka             |
| Kr. e. 7. század | Kr. e. 673–642      | Tullus Hostilius uralkodása | K I R Á L Y S Á G                   | Az állammá alakulás korszaka             |
| Kr. e. 7. század | Kr. e. 642–617      | Ancus Martius uralkodása | K I R Á L Y S Á G                   | Az állammá alakulás korszaka             |
| Kr. e. 6. század | Kr. e. 616–579      | Lucius Tarquinius Priscus uralkodása | K I R Á L Y S Á G                   | Az állammá alakulás korszaka             |
| Kr. e. 6. század | Kr. e. 578–535      | Servius Tullius uralkodása | K I R Á L Y S Á G                   | Az állammá alakulás korszaka             |
| Kr. e. 6. század | Kr. e. 534–509      | Lucius Tarquinius Superbus uralkodása | K I R Á L Y S Á G                   | Az állammá alakulás korszaka             |
| Kr. e. 6. század | Kr. e. 509          | A királyok elűzése, a köztársaság megalakulása | K Ö Z T Á R S A S Á G               | Itália meghódításának korszaka           |
| Kr. e. 5. század | Kr. e. 494          | A plebeiusok kivonulása a Mons Sacerra | K Ö Z T Á R S A S Á G               | Itália meghódításának korszaka           |
| Kr. e. 5. század | Kr. e. 451–450      | Tizenkét táblás törvények | K Ö Z T Á R S A S Á G               | Itália meghódításának korszaka           |
| Kr. e. 4. század | Kr. e. 406–393      | Háború Veii ellen | K Ö Z T Á R S A S Á G               | Itália meghódításának korszaka           |
| Kr. e. 4. század | Kr. e. 343–290      | Háború a szamniszok ellen | K Ö Z T Á R S A S Á G               | Itália meghódításának korszaka           |
| Kr. e. 3. század | Kr. e. 280–272      | Pürrhoszi háború | K Ö Z T Á R S A S Á G               | Itália meghódításának korszaka           |
| Kr. e. 3. század | Kr. e. 272          | Tarentum elfoglalása | K Ö Z T Á R S A S Á G               | Itália meghódításának korszaka           |
| Kr. e. 3. század | Kr. e. 265          | Itália végleges meghódítása | K Ö Z T Á R S A S Á G               | Itália meghódításának korszaka           |
| Kr. e. 3. század | Kr. e. 264–241      | Első pun háború | K Ö Z T Á R S A S Á G               | A pun, illír és makedón háborúk korszaka |
| Kr. e. 3. század | Kr. e. 229–228      | Első római–illír háború, az első római protektorátus létrehozása a Balkán-félszigeten                                                                       | K Ö Z T Á R S A S Á G               | A pun, illír és makedón háborúk korszaka |
| Kr. e. 3. század | Kr. e. 219          | Második római–illír háború | K Ö Z T Á R S A S Á G               | A pun, illír és makedón háborúk korszaka |
| Kr. e. 3. század | Kr. e. 218–201      | Második pun háború | K Ö Z T Á R S A S Á G               | A pun, illír és makedón háborúk korszaka |
| Kr. e. 3. század | Kr. e. 218          | Hannibál átkelése az Alpokon | K Ö Z T Á R S A S Á G               | A pun, illír és makedón háborúk korszaka |
| Kr. e. 3. század | Kr. e. 217          | Trasimenus-tavi csata | K Ö Z T Á R S A S Á G               | A pun, illír és makedón háborúk korszaka |
| Kr. e. 3. század | Kr. e. 216          | Cannaei csata | K Ö Z T Á R S A S Á G               | A pun, illír és makedón háborúk korszaka |
| Kr. e. 3. század | Kr. e. 202          | Zamai csata | K Ö Z T Á R S A S Á G               | A pun, illír és makedón háborúk korszaka |
| Kr. e. 2. század | Kr. e. 200–197      | Második római–makedón háború | K Ö Z T Á R S A S Á G               | A pun, illír és makedón háborúk korszaka |
| Kr. e. 2. század | Kr. e. 168          | Harmadik római–illír háború, Dél-Illíria bekebelezése | K Ö Z T Á R S A S Á G               | A pun, illír és makedón háborúk korszaka |
| Kr. e. 2. század | Kr. e. 149–146      | Harmadik pun háború | K Ö Z T Á R S A S Á G               | A pun, illír és makedón háborúk korszaka |
| Kr. e. 2. század | Kr. e. 148          | Makedónia bekebelezése | K Ö Z T Á R S A S Á G               | A pun, illír és makedón háborúk korszaka |
| Kr. e. 2. század | Kr. e. 146          | Hellász meghódítása | K Ö Z T Á R S A S Á G               | A pun, illír és makedón háborúk korszaka |
| Kr. e. 2. század | Kr. e. 133          | Tiberius Gracchus fellépése | K Ö Z T Á R S A S Á G               | A köztársaság válságának korszaka        |
| Kr. e. 2. század | Kr. e. 122          | Gaius Gracchus fellépése | K Ö Z T Á R S A S Á G               | A köztársaság válságának korszaka        |
| Kr. e. 2. század | Kr. e. 111–105      | A Iugurtha elleni háború | K Ö Z T Á R S A S Á G               | A köztársaság válságának korszaka        |
| Kr. e. 1. század | Kr. e. 90–88        | Az ún. szövetséges háború | K Ö Z T Á R S A S Á G               | A köztársaság válságának korszaka        |
| Kr. e. 1. század | Kr. e. 87–82        | Marius uralma | K Ö Z T Á R S A S Á G               | A köztársaság válságának korszaka        |
| Kr. e. 1. század | Kr. e. 82–79        | Sulla diktatúrája | K Ö Z T Á R S A S Á G               | A köztársaság válságának korszaka        |
| Kr. e. 1. század | Kr. e. 74–71        | Spartacus felkelése | K Ö Z T Á R S A S Á G               | A köztársaság válságának korszaka        |
| Kr. e. 1. század | Kr. e. 63           | A Szeleukida Birodalom elfoglalása | K Ö Z T Á R S A S Á G               | A köztársaság válságának korszaka        |
| Kr. e. 1. század | Kr. e. 63–62        | Catilia összeesküvése | K Ö Z T Á R S A S Á G               | A köztársaság válságának korszaka        |
| Kr. e. 1. század | Kr. e. 60           | Első triumvirátus (Caesar, Pompeius, Crassus) | K Ö Z T Á R S A S Á G               | A köztársaság válságának korszaka        |
| Kr. e. 1. század | Kr. e. 49–45        | Polgárháború | K Ö Z T Á R S A S Á G               | A köztársaság válságának korszaka        |
| Kr. e. 1. század | Kr. e. 44           | Caesar meggyilkolása | K Ö Z T Á R S A S Á G               | A köztársaság válságának korszaka        |
| Kr. e. 1. század | Kr. e. 43           | Második triumvirátus (Octavianus, Lepidus, Marcus Antonius)                                                                                                 | K Ö Z T Á R S A S Á G               | A köztársaság válságának korszaka        |
| Kr. e. 1. század | Kr. e. 31           | Actiumi csata | K Ö Z T Á R S A S Á G               | A köztársaság válságának korszaka        |
| Kr. e. 1. század | Kr. e. 30           | Egyiptom elfoglalása | K Ö Z T Á R S A S Á G               | A köztársaság válságának korszaka        |
| Kr. e. 1. század | Kr. e. 27           | A principatus megszervezése, Augustus uralmának kezdete | C S Á S Z Á R S Á G                 | A principatus korszaka                   |
| Kr. u. 1. század | Kr. e. 27–Kr. u. 68 | A Iulius–Claudius-dinasztia uralma | C S Á S Z Á R S Á G                 | A principatus korszaka                   |
| 1. század        | 30 körül            | Palesztinában Jézus működése | C S Á S Z Á R S Á G                 | A principatus korszaka                   |
| 1. század        | 69–96               | A Flavius-dinasztia uralma | C S Á S Z Á R S Á G                 | A principatus korszaka                   |
| 1. század        | 70                  | Jeruzsálem pusztulása | C S Á S Z Á R S Á G                 | A principatus korszaka                   |
| 1. század        | 79                  | A Vezúv kitörése | C S Á S Z Á R S Á G                 | A principatus korszaka                   |
| 2. század        | 96–192              | Az Antoninus-dinasztia uralma | C S Á S Z Á R S Á G                 | A principatus korszaka                   |
| 3. század        | 193–235             | A Severus-dinasztia uralma | C S Á S Z Á R S Á G                 | A principatus korszaka                   |
| 3. század        | 235–268             | A katonacsászárok kora | C S Á S Z Á R S Á G                 | A principatus korszaka                   |
| 3. század        | 268–284             | Az illír császárok kora | C S Á S Z Á R S Á G                 | A principatus korszaka                   |
| 3. század        | 284–305             | Diocletianus uralma | C S Á S Z Á R S Á G                 | A dominatus korszaka                     |
| 4. század        | 305–363             | A Constantinus-dinasztia uralma | C S Á S Z Á R S Á G                 | A dominatus korszaka                     |
| 4. század        | 313                 | Mediolanumi ediktum | C S Á S Z Á R S Á G                 | A dominatus korszaka                     |
| 4. század        | 330                 | Konstantinápoly lesz az új főváros | C S Á S Z Á R S Á G                 | A dominatus korszaka                     |
| 4. század        | 364–455             | A Valentinianus- és Theodosius-dinasztia uralma | C S Á S Z Á R S Á G                 | A dominatus korszaka                     |
| 4. század        | 378                 | Hadrianopolisi csata | C S Á S Z Á R S Á G                 | A dominatus korszaka                     |
| 4. század        | 380                 | 380. február 28. – Nagy Theodosius "Cunctos Populos" kezdetű ediktumával államvallássá teszi a kereszténységet. 391-ben betiltja a pogány vallásgyakorlást. | C S Á S Z Á R S Á G                 | A dominatus korszaka                     |
| 4. század        | 395                 | A birodalom kettészakadása | C S Á S Z Á R S Á G                 | A dominatus korszaka                     |
| 5. század        | 410                 | Róma feldúlása a vizigótoktól | C S Á S Z Á R S Á G                 | A dominatus korszaka                     |
| 5. század        | 451                 | Catalaunumi csata | C S Á S Z Á R S Á G                 | A dominatus korszaka                     |
| 5. század        | 455                 | Róma feldúlása a vandáloktól | C S Á S Z Á R S Á G                 | A dominatus korszaka                     |
| 5. század        | 476                 | A Nyugatrómai Birodalom bukása | C S Á S Z Á R S Á G                 | A dominatus korszaka                     |
| ...              |                     | |                                     |                                          |
| 9. század        | 800                 | Nyugaton megalakul az új császárság | Nyugaton megalakul az új császárság | Nyugaton megalakul az új császárság      |
| 15. század       | 1453                | A Keletrómai Birodalom bukása | A Keletrómai Birodalom bukása       | A Keletrómai Birodalom bukása            |

## A birodalom provinciái
| - Aegyptus (Egyiptom) - Africa (Kelet-Algéria, Tunézia; a volt Karthágó területe) - Numidia - Alpesi miniprovinciák (Délkelet-Franciaország) - Alpes Cottiae - Alpes Maritimae - Alpes Poenninae - Arabia (Jordánia és a Sínai-félsziget) - Armenia (Kelet-Törökország, Örményország) - Armenia Maior - Armenia Minor - Armenia Inferior - Szóphéné - Asia (Nyugat-Törökország) - Bithünia és Pontosz (Észak-Törökország) - Britannia (Anglia és Wales) - Kappadókia (Kelet-Törökország) - Kilikia (Dél-Törökország) - Corsica et Sardinia (Korzika és Szardinia) - Creta (Kréta) - Cyprus (Ciprus) - Cyrenaica (Észak-Líbia) - Dacia (Nyugat- és Dél-Románia) - Galatia (Közép-Törökország) - Lycaonia - Pisidia - Gallia Transalpina (Franciaország) - Gallia Aquitania (Nyugat-Franciaország) - Gallia Belgica (Északkelet-Franciaország, Belgium) - Gallia Lugdunensis (Északnyugat- és Közép-Franciaország) - Gallia Narbonensis (Dél-Franciaország) | - Germania Inferior (Dél-Hollandia, Északnyugat-Németország) - Germania Superior (Kelet-Franciaország, Délnyugat-Németország) - Helvetia (Nyugat-Svájc) - Hispania (Spanyolország, Portugália) - Hispania Baetica (Dél-Spanyolország) - Hispania Tarraconensis (Észak- és Kelet-Spanyolország) - Lusitania (Portugália) - Illyricum (Nyugat-Balkán, majd Délnyugat-Kárpát-medence, Kelet-Ausztria, Szlovénia) - Dalmatia (Nyugat-Balkán) - Pannonia (Délnyugat-Kárpát-medence, Kelet-Ausztria, Szlovénia) - Italia (Olaszország) - Gallia Cisalpina (Észak-Olaszország) - Iudaea (Izrael, Ciszjordánia) - Lycia és Pamphylia (Dél-Törökország) - Macedonia (Görögország) - Achaea (Dél-Görögörszág) - Epirus (Északnyugat-Görögország, Dél-Albánia) - Mauretania (Marokkó, Nyugat-Algéria) - Mauretania Caesariensis - Mauretania Tingitana - Mesopotamia (Délkelet-Törökország, Észak- és Közép-Irak) - Assyria - Osroene - Pannonia (a mai Magyarország nyugati része – Dunántúl) - Moesia (Észak-Bulgária, Szerbia, Délkelet-Románia) - Noricum (Nyugat-Ausztria) - Raetia (Kelet-Svájc, Bajorország) - Sicilia (Szicília) - Syria (Délkelet-Törökország, Szíria, Libanon) - Commagene - Thracia (Dél-Bulgária, Északnyugat-Törökország) |

## Demográfia

### Fő városai
A birodalom legnagyobb városai 100 körül. A történészek becslései alapján különböző adatok vannak megadva:

| No. | Város             | Régió    | Mai állam   | Népesség          | Megjegyzés |
| --- | ----------------- | -------- | ----------- | ----------------- | --- |
| 1.  | Róma              | Italia   | Olaszország | 1 000 000 400 000 | A Római Birodalom fővárosa, a világ legnagyobb városa az ezredforduló után.                                                               |
| 2.  | Alexandria        | Aegyptus | Egyiptom    | 600 000 500.000   | Kr.e. 331-ben alapították. A város a Ptolemaioszok rezidenciája, gyorsan a hellenisztikus világ egyik legfontosabb központjává fejlődött. |
| 3.  | Antiokheia        | Syria    | Törökország | 500 000 330.000   | Nyugat-Ázsia legnagyobb városa, a kereszténység egyik legkorábbi központja. 115-ben egy földrengés súlyosan megrongálta.                  |
| 4.  | Karthágó          | Africa   | Tunézia     | 300 000 250 000   | Kr.e. 29-ben Augustus újraalapította. |
| 5.  | Korinthosz        | Achaea   | Görögország | 250 000           | Achaea tartomány fővárosa. |
| 6.  | Epheszosz         | Asia     | Törökország | 200 000           | Asia tartomány fővárosa. |
| 7.  | Szmirna           | Asia     | Törökország | 125 000           | Három fontos város, Szmirna, Epheszosz és Pergamon versengett az ázsiai tartomány dominanciájáért.                                        |
| 8.  | Athén             | Achaea   | Görögország | 120.000           | A római kori Athén a 2. században Hadrianus császár alatt élte a virágkorát.                                                              |
|     | Pergamon          | Asia     | Törökország | 100 000           | A 2. századi erőteljes növekedése során Asia legnagyobb városává vált, megelőzve Epheszoszt és Szmirnát.                                  |
|     | Apameia           | Syria    | Szíria      | 100 000           | |
|     | Capua             | Italia   | Olaszország | 100 000           | Campania legnagyobb városa. |
|     | Caesarea Maritima | Júdea    | Izrael      | 100 000           | Júdea fővárosa volt. A zsidó felkelés során tartomány lakosságának mintegy 1/3-a halt meg.                                                |
|     | Aquileia          | Italia   | Olaszország | 100 000           | Kikötőváros és kereskedelmi metropolisz, kapu Közép-Európa felé.                                                                          |

### A birodalom népessége
Kyle Harper történész 60 millióra becsüli a birodalom népességét Augustus idején, ami a 2. század közepén eléri a 75 milliót.
| Régió                        | Terület (ezer km2) | Népesség (millió) | Népsűrűség (fő / km2) |
| ---------------------------- | ------------------ | ----------------- | --------------------- |
| Görög-félsziget              | 160                | 3                 | 19                    |
| Anatólia                     | 670                | 10                | 15                    |
| Nagy-Szíria                  | 140                | 6                 | 43                    |
| Egyiptom                     | 30                 | 5                 | 167                   |
| Britannia                    | 160                | 2                 | 13                    |
| Italia (a szigetekkel)       | 310                | 14                | 45                    |
| Észak-Afrika                 | 420                | 8                 | 19                    |
| Iberia                       | 590                | 9                 | 15                    |
| Gallia és a germán területek | 680                | 12                | 18                    |
| Duna régió                   | 670                | 6                 | 9                     |
| görög kelet                  | 1000               | 24                | 24.0                  |
| Latin Nyugat                 | 2830               | 49                | 17.3                  |
| Római Birodalom össz.:       | 3830               | 75                | 19.6                  |
|                              |                    |                   |                       |

## A kultúrája

### A városi élet
A Római Birodalmat, ami egy városi településből nőtte ki magát, méltán nevezhetjük a városok birodalmának, minthogy a császárkor derekán kb. 2000, egy késő római forrás szerint 5627 várost számlált.
A birodalmi közigazgatás legalsó egységét a városi önkormányzat jelentette. A rómaiak uralmuk biztosítására és a római életforma legfontosabb feltételeinek megteremtésére a városok alapítását szorgalmazták. Ebben a kérdésben a meghódított területek lakosságánál is egyetértésre találtak, hiszen a helyi arisztokraták számára az említett önkormányzat jobban biztosította a hatalmat, mint a korábbi függetlenség. Ráadásul minden római városban a polgárok azokat a civilizációs vívmányokat élvezhették, mint Rómában, ami nagyban elősegítette a meghódított népek romanizációját.

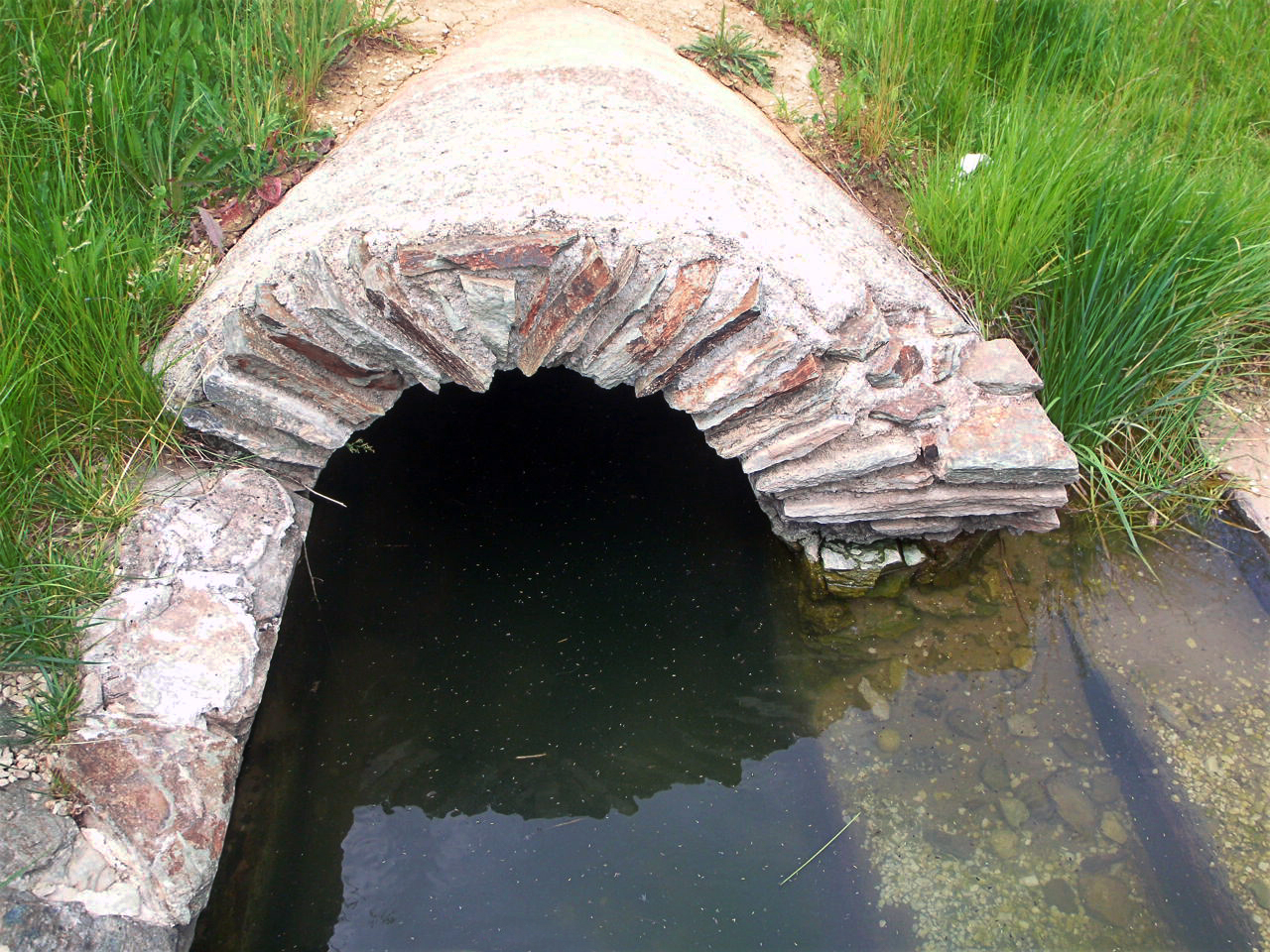
Savariába tartó római vízvezeték Bucsunál, a 89-es főút melletti közlekedési emlékhelyen

Szinte a császárok mindegyike törekedett tehát arra, hogy uralmuk idején újabb városokat alapítsanak, régieket bővítsenek, ellátásukat újabb kikötők, gabonatárolók, piacok, vízvezetékek építésével biztosítsák. A provinciák városi településeinek kialakulásában a katonaság fontos szerepet játszott, hiszen a táborokhoz tartozó külső territóriumokon telepedtek le a katonák családtagjai, gyakran a veteránok is, valamint a hadsereget kiszolgáló kereskedők, iparosok. Ezekből a településekből alakultak ki a szintén önkormányzattal rendelkező katonavárosok, melyeket canabaenak, vagy auxiliaris vicusnak neveztek. A római polgárjoggal rendelkező kiszolgált katonák tömeges letelepítése, a deductio volt a feltétele a polgárvárosok egyik típusának, a Rómával azonos jogokat élvező colonia alapításának. Amennyiben a város nem ezen a módon jött létre, Hadrianus korától municipium lett és csak később kaphatott colonia rangot.

A kárpát-medencei alakulásához 
Az alapított városok városképe általában Rómát idézte, az alapításkor a nap állásához igazodva kimérték a K-Ny-i tengelyt, erre merőlegesen az É-D-it. Ezekből alakult ki a két főutca a decumanus és a cardo, metszéspontjukban szabad teret hagytak a forum részére, majd a velük párhuzamosan létrehozott újabb utcák alkották a jellegzetes négyzethálós utcarendszert közöttük a szigetszerű háznegyedekkel (insula), ahol többemeletes épületek magasodtak. Az egyes településeket masszív, sok helyen még ma is jó állapotban, sőt használatban lévő, szárazföldi utak kötötték össze egymással.
A kora császárkori városok, illetve azok lakóinak jogállása tehát eltért egymástól; a római jog kiterjesztése után azonban egységessé vált, amit a városi települések civitas elnevezése is bizonyít. Bizonyos ranglétra azonban még a 4. században is megfigyelhető a városi települések között. Róma és Constantinopolis, mint fővárosok álltak legfölül, majd ezt követték a provincia-székhelyek, az egyéb császári székhelyek (Treviri, Sirmium, Nicomedea, Ravenna stb.), a valami miatt nevezetes városok, végül a többi.
A nagymértékű városiasodás ellenére meglepő módon a Birodalom lakosságának egészen kis része lakott a városokban, a többség vidéki településeken élt. Az egy-, illetve másfélmillió lakosú Rómán kívül kevés igazi nagyváros létezett a Birodalomban. A 4. században például Alexandriának 250 000, Antiochiának 150-200 000, Lugdunumnak, Ostiának körülbelül 50 000 lakosa volt. Hasonlóan nagyobb lélekszámú települések közé tartozott pl. Treviri, Aquleia, Sirmium. Ezzel szemben Pompeii a 20 000 lakosával, vagy Aquincum a 10-12 000 fővel közepes méretű városnak számított, számos településnek csupán 2-3000 lakója lehetett.
A városoknak hasonló funkcióik voltak, mint manapság; itt épültek ki a kereskedelem, ipar, kulturális és vallási élet, a képzés, művészet központjai, a 4. századig itt laktak az előkelőek, még akkor is, ha vagyonuk a vidéki birtokaikon koncentrálódott. A fallal körülvett településeknek katonai, védelmi szerepük is jelentős volt. Különösen a 3-4. század folyamán figyelhető meg, hogy a külső barbár támadások gyakorisága miatt szinte minden város védőfalát megerősítették, vagy újat emeltek.
A városi építkezések részben császári, részben magánadományokból, valamint közösségek segítségével folytak. A városokról közvetlenül a városi tanács tagjai, akiket a 3. századtól gyakran curialis-oknak neveztek, gondoskodtak. A feladatukhoz tartozott, hogy az államnak fizetendő adót beszedjék, valamint a közmunka kötelezettséget elosszák a városiak között. Ez utóbbi kötelezettségük biztosította a városlakók zavartalan együttélését, mert ide tartoztak az építési-szállítási munkák, a település tisztántartása, gondoskodás a város rendjéről, a vízellátásról, a fürdőkről, az egészségügyi ellátásról, az élelmiszerekről. Az élelmiszerárak folyamatos ellenőrzését is nekik kellett megoldaniuk. Ugyancsak ők gondoskodtak az oktatásról, a művészetekről, ünnepek megtartásáról, végül, de nem utolsósorban a lakosok szórakozásáról. A városi ellátásban bekövetkezett fennakadás a köznép haragját vívta ki. Elégnek bizonyult egy rosszul fűtött fürdő, vagy egy kedvelt kocsihajtó bebörtönzése, hogy a városlakók fellázadjanak.
A városi életnek minden előnye ellenére, ahogy manapság szintén, voltak árnyoldalai is: a zaj, a zsúfoltság és egyéb civilizációs ártalmak, miként erről az antik szerzők beszámolnak. Mégis mindenki Rómáról, római lakásról álmodott. Ezért írja le az igazgatási szempontból már csekély jelentőségű városról 380-ban Ausonius költő ezeket a szavakat: “Prima urbes inter, divum domus, aurea Roma” Első a városok között, az istenek lakhelye, az arany Róma. Ausonius XI.1.

### Munka és foglalkozások
A feliratok Rómában 268, Pompeiiben pedig 85 különböző foglalkozásról írnak. A textil- és ruházati ipar jelentős foglalkoztatási forrás volt. 
A rabszolgák által végzett munka öt általános kategóriába sorolható: házimunka, császári vagy közszolgálati munka, városi kézművesség és szolgáltatások, mezőgazdaság és bányászat. A rabszolgák, a fegyencek adták a munkaerő nagy részét a bányákban vagy kőfejtőkben, ahol a körülmények köztudottan brutálisak voltak. A mezőgazdaságban dolgozott a legtöbb közmunkás: az itáliai nagybirtokokon (latifundiumok), ahol a munkások többnyire rabszolgák lehettek.

### Irodalom

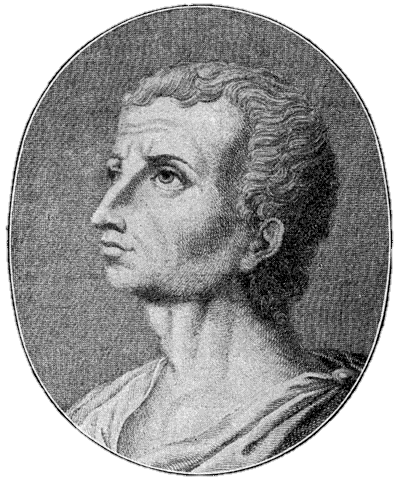
Titus Livius

### Vallás
A rómaiak az ókori népek többségéhez hasonlóan történelmük jelentős része során többistenhívők voltak. Vallásuk erőteljes görög hatást mutat, szinte minden jelentős római istennek volt görög megfelelője. Azon történetek közül, melyek nem a görög mitológiából származnak, jelentősek a Róma alapításáról szóló mondák (Romulus és Remus; Aineiasz). Róma annyiban is különbözött a görögöktől, hogy az egyes istenek körül sokkal szervezettebb kultusz és papi rend alakult ki. Szintén jelentős különbség, hogy a császárkortól az uralkodót isteni személyként tisztelték (bár ennek csak hivatalos jelentősége volt), ami nem található meg a görögöknél. A római isteneket, akik nem idegen vallásokból kerültek át a rómaiba, összefoglalóan Di Indigetes néven említették. Ők többnyire csak egy-egy jelenség elvont tulajdonság megszemélyesítései voltak, például Africus a délnyugati szél istene, Felicitas a siker istennője. A legjelentősebb talán Ianus, a kezdet és vég istene, akinek két arca közül az egyik a múlt, a másik a jelen felé fordul, s akinek nevét január hónapnevünk is őrzi.
Mint a más népekkel kapcsolatban lévő (Róma esetében: azokat meghódító) többistenhívő népek általában, Róma is meglehetősen nyitott volt az idegen istenek felé. Főleg a köztársaság válsága és a császárkor időszakában voltak elterjedtek a misztériumvallások. Kiterjedt kultusza volt például az egyiptomi Ízisznek, de Mithrászt is tisztelték.

#### Kereszténység
A kereszténység az 1. században jelent meg a római Júdeában, mint zsidó vallási szekta, és fokozatosan elterjedt Jeruzsálemből az egész Birodalomban és azon túl is. 
Az üldöztetések szórványosak voltak, leggyakrabban a helyi hivatalnokok irányítása alatt történtek.
Tacitus beszámol arról, hogy a 64-es római nagy tűzvész után Nero császár megpróbálta magáról a keresztényekre terelni a felelősséget. Jelentősebb keresztényüldözések voltak Domitianus császár idején, 246–251 között Decius alatt, és 303-tól 311-ig Diocletianus alatt.
A keresztény egyházatyák „pogánynak” nevezték a Birodalomban gyakorolt különféle vallásokat.
A 4. század elején I. Konstantin lett az első császár, aki áttért a keresztény hitre. 
313-ban a kereszténységet engedélyezte milánói edictumában, támogatta az egyházat anyagilag, és törvényeket hozott, amelyek kedveztek neki.
A 4. század végén I. Theodosius rendelkezése nyomán a kereszténység államvallássá lépett elő, s ez nagy hatással volt a vallás későbbi történelemformáló szerepére Európában, majd az egész világon.

## Szakirodalom

### Magyar kézikönyvek
- Alföldy Géza: Római társadalomtörténet. Budapest, Osiris, 2002
- T. Cornell – J. Matthews: A római világ atlasza – Helikon K. Bp. – ISBN 963-208-626-0
- Ferenczy Endre–Maróti Egon–Hahn István: Az ókori Róma. (Egyetemi Tankönyv). Budapest, Tankönyvkiadó, 1992
- Forisek Péter: A Római Birodalom képes története. Debrecen, TKK, 2008. 128. p.
- Grüll Tibor: Az utolsó birodalom. Az imperium Romanum természetrajza. Budapest, Typotex, 2007. 328 p.
- Havas László–Hegyi W. György–Szabó Edit: Római történelem. Szerkesztő: Németh György. Budapest, Osiris Kiadó, 2007
- Havas László–Németh György–Szabó Edit: Római történeti kézikönyv. Szerkesztő: Németh György. A forrásokat összeállította Forisek Péter. Budapest, Korona Kiadó, 2001
- Kiss Magdolna: A városi élet a Római Birodalomban. Interaktív taneszköz (CD-ROM), Alma Mater Bt. Nagykanizsa, 1999 https://genianet.com
- A. M. Liberati – F. Bourbon: Az ókori Róma – Officina, Bp. 2006. – ISBN 963-9705-02-0